# مهارکننده سنتز پروتئین

طرح‌واره ای ساده از ترجمه mRNA

یک مهارکننده سنتز پروتئین (به انگلیسی: Protein synthesis inhibitor) ماده ای است که با مختل کردن فرایندهای منجر به تولید پروتئین‌های جدید، رشد یا تکثیر سلول‌ها را متوقف یا کند می‌کند.

ریبوزوم یک دستگاه زیستی است که با بهره‌گیری از دینامیک پروتئین در مقیاس نانو، آران‌ای را به پروتئین ترجمه می‌کند.

## موضع فعال
آنتی‌بیوتیک‌های زیر به زیرواحد 30S ریبوزوم متصل می‌شوند:
- آمینوگلیکوزیدها[۲]
- تتراسایکلین‌ها

آنتی‌بیوتیک‌های زیر به زیرواحد ریبوزومی 50S متصل می‌شوند:
- کلرامفنیکل[۲]
- اریترومایسین
- کلیندامایسین
- Linezolid (یک اگزازولیدونون)
- تلیترومایسین
- استرپتوگرامین‌ها
- رتاپامولین[۳]